# Georges Putmans
Georges Putmans (29 de maio de 1914 — 12 de novembro de 1989) foi um ex-futebolista belga que competiu na Copa do Mundo FIFA de 1934.